# 哈里森冰隆
哈里森冰隆（英語：Harrisson Ice Rises），是南極洲的冰隆，位於瑪麗皇后地，處於亨德森島西南面22公里，由澳大拉西亞探險隊發現，以生物學家命名，現時由南極條約體系管理。